# Parafia Matki Bożej Królowej Polski w Rzeszowie (Matysówka)
Parafia Matki Bożej Królowej Polski w Rzeszowie-Matysówce – parafia rzymskokatolicka znajdująca się w diecezji rzeszowskiej w dekanacie Rzeszów Katedra, na terenie dawnej miejscowości Matysówka. Erygowana w 1982 roku.

## Historia
Matysówka była wzmiankowana już w 1423 roku jako Mathisowka. Wieś należała do parafii Słocina. W 1980 roku wieś przyłączono do parafii Zalesie. 
W 1981 roku rozpoczęto budowę drewnianego kościoła, którego zręby 2 maja 1981 roku poświęcił ks. inf. Jan Stączek. 15 listopada 1981 roku bp Ignacy Tokarczuk poświęcił kościół pw. Matki Bożej Królowej Polski. 21 czerwca 1982 roku została erygowana parafia. W 1983 roku oddano do użytku cmentarz parafialny.
1 stycznia 2019 roku wieś została włączona w granice miasta Rzeszowa i stanowi Osiedle Matysówka. Na terenie parafii jest 1 101 wiernych.

## Proboszczowie parafii
- 1982–1985 ks. Mieczysław Wolanin
- 1985–2018 ks. prał. Jan Pyziak
- od 2018 ks. Piotr Fortuna